# L'amour joue et gagne
Pour plus de détails, voir Fiche technique et Distribution.
L'amour joue et gagne (Three Week Ends) est un film américain réalisé par Clarence G. Badger, sorti en 1928.
Ce film est considéré comme perdu ; seuls des fragments ont été conservés par l'UCLA Film and Television Archive.

## Synopsis
Gladys O'brien, une chorus girl, voit James Gordon conduire une automobile sur mesure coûteuse et suppose qu'il est un playboy millionnaire, alors elle jette son dévolu sur lui. En réalité, James n'est qu'un vendeur d'assurance mal payé qui conduisait la voiture de son patron pour faire une course. James essaie de vendre une police d'assurance à Turner, un vrai playboy de Broadway. Pendant ce temps, Gladys a attiré l'attention de Turner et il l'invite à une fête le week-end dans sa maison de campagne. Gladys accepte, espérant pouvoir le persuader de signer la police d'assurance. Lorsque Gladys se déshabille pour aller nager, Turner cache ses vêtements et commence à faire un geste vers elle, mais James se présente sans y être invité et frappe Turner dans le nez. Gladys et James retournent en ville, et James avoue qu'il n'est pas un homme riche, mais plutôt très pauvre. Sa situation s'aggrave lorsqu'il est viré pour avoir donné un coup de poing à Turner. Gladys utilise ses charmes féminins pour faire réembaucher James et force Turner à signer la police d'assurance. Lorsque James voit Turner et Gladys ensemble, il soupçonne qu'ils ont une aventure, mais ses soupçons sont rapidement dissipés et l'heureux couple fait des plans de mariage.

## Fiche technique
- Titre original : Three Week Ends
- Titre français : L'amour joue et gagne
- Réalisation : Clarence G. Badger
- Scénario : Elinor Glyn, Percy Heath, Louise Long, Sam Mintz, John Farrow, Herman J. Mankiewicz et Paul Perez
- Photographie : Harold Rosson
- Montage : Tay Malarkey
- Société de production : Paramount Pictures
- Pays d'origine :  États-Unis
- Format : noir et blanc - 1,33:1 - film muet
- Genre : comédie dramatique
- Date de sortie : 1928

## Distribution

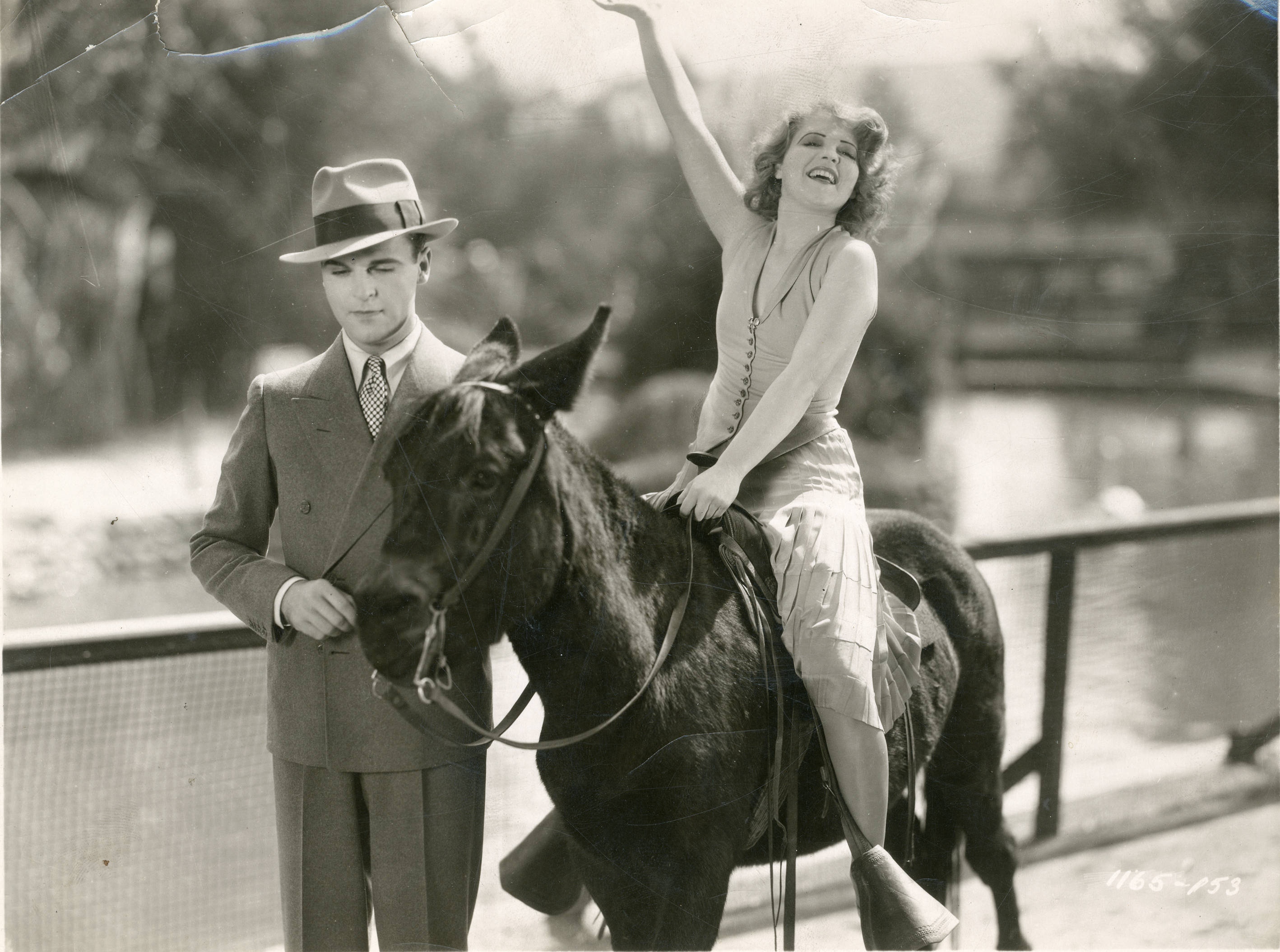
Une scène du film.

- Clara Bow : Gladys O'Brien
- Neil Hamilton : James Gordon
- Harrison Ford : Turner
- Lucille Powers : Miss Witherspoon
- Julia Swayne Gordon : Mrs Witherspoon
- Edythe Chapman : Ma O'Brien
- Guy Oliver : Pa O'Brien
- William Holden : Carter

## Production
Le tournage débute durant la semaine du 22 septembre 1928 au studio Paramount Famous Lasky sur Marathon Street à Hollywood. Mais Variety mentionne quatre séquences sonores tournées avec des danseurs de Fanchon and Marco, aussi auteurs des décors. Malgré ces séquences, le film est muet et le tournage s'achève le 28 octobre 1928.